# Asociación Deportiva San Agustín
Pour les articles homonymes, voir San Agustin.
Maillots
L'Asociación Deportiva San Agustín est un club péruvien de football basé à Lima. Il joue actuellement en Copa Perú, l'équivalent de la 3e division péruvienne.

## Histoire
Fondé le 9 août 1970 sous le nom de Club San Francisco, le club est rebaptisé deux ans plus tard comme Huracán San Isidro lorsqu'il change d'arrondissement. En 1986 il adopte le nom de Deportivo San Agustín en hommage au collège catholique San Agustín qui devient son principal sponsor.
Son ascension vers l'élite est alors fulgurante. Promu en 1re division en 1985, il est sacré champion du Pérou l'année suivante, en battant l'Alianza Lima 1:0 – but de José Pajuelo – à la surprise générale. Il participe à la Copa Libertadores l'année suivante, sa seule présentation dans cette compétition.
S'ensuit une période de déclin qui amène les dirigeants à changer de ville en 1996 pour partir à Trujillo dont le club traditionnel – le Carlos A. Mannucci – avait plongé en deuxième division, laissant cette importante ville du nord du Pérou sans représentants en première division. Néanmoins l'idée s'avère catastrophique puisque le San Agustín n'arrive pas à s'attirer la sympathie des gens de Trujillo. Le club finit par descendre en D2 cette même année, après douze saisons de présence parmi l'élite. 
Incapable de se maintenir en deuxième division, le San Agustín descend en Copa Perú (D3) dès 1997 et finit par disparaître en 1998. Après 13 ans d'inactivité le club réapparaît en Copa Perú en 2011 sous un nouveau nom, l'Asociación Deportiva San Agustín, son nom actuel.

## Résultats sportifs

### Palmarès
| Compétitions nationales | Compétitions régionales                  |
| - Championnat du Pérou (1) : - Champion : 1986. - Championnat du Pérou D2 : - Vice-champion : 1983. - Liguilla del Torneo Regional (1) : - Vainqueur : 1986. | - Intermedia B (1) : - Vainqueur : 1984. |

### Bilan et records
- Saisons au sein du championnat du Pérou : 12 (1985-1987).
- Saisons au sein du championnat du Pérou (D2) : 3 (1983-1984 / 1997).
- Participations en compétitions internationales : 1 
  - Copa Libertadores 1987 - 1er tour.
- Plus large victoire obtenue en compétition officielle : 
  - Kurmi Soccer D'Mas 0:16 AD San Agustín (Copa Perú 2014)[4].

## Personnalités historiques du Deportivo San Agustín

### Anciens joueurs
- José del Solar
- Jaime Duarte
- Roberto Martínez
- Luis Rubiños
- Roberto Mosquera

### Entraîneurs marquants
- José Fernández Santini (1986)
- Fernando Cuéllar, champion du Pérou en 1986.